# Rudnaykert megállóhely
Rudnaykert megállóhely egy Pest vármegyei vasúti megállóhely Váchartyán településen, a MÁV üzemeltetésében. A belterület délkeleti szélén helyezkedik el, közúti elérését a falu főutcájából (a 2105-ös útból) kiágazó önkormányzati út (Veres Pálné utca) biztosítja.

## Vasútvonalak
A megállóhelyet az alábbi vasútvonalak érintik:
- Budapest–Vácrátót–Vác-vasútvonal

## Kapcsolódó állomások
A megállóhelyhez az alábbi állomások vannak a legközelebb:
- Őrbottyán vasútállomás (Budapest–Vácrátót–Vác-vasútvonal)
- Váchartyán megállóhely (Budapest–Vácrátót–Vác-vasútvonal)

## Forgalom
| Járat | Útvonal | Gyakoriság           |
| ----- | --- | -------------------- |
| S71   | Budapest-Nyugati – Rákosrendező – Istvántelek – Rákospalota-Újpest – Rákospalota-Kertváros – Alagimajor – Fót – Fótújfalu – Fótfürdő – Csomád – Ivacs – Veresegyház – Erdőkertes – Vicziántelep – Őrbottyán – Rudnaykert – Váchartyán – Csörög – Máriaudvar – Vác-Alsóváros – Vác | Óránként             |
| G71   | Budapest-Nyugati – Rákospalota-Újpest – Fót – Fótújfalu – Ivacs – Veresegyház – Erdőkertes – Vicziántelep – Őrbottyán – Rudnaykert – Váchartyán – Vácrátót – Csörög – Máriaudvar – Vác-Alsóváros – Vác                                                                            | Csúcsidőben óránként |